# Olivier Pla
Olivier Pla (ur. 22 października 1981 roku w Tuluzie) – francuski kierowca wyścigowy.

## Kariera

### Formuła Renault
Olivier karierę w wyścigach samochodów jednomiejscowych, rozpoczął w roku 2000, od startów we Francuskiej Formule Renault Campus. Zdobyte punkty pozwoliły Francuzowi zająć w klasyfikacji 3. miejsce.

### Formuła 3
W roku 2002 awansował do Francuskiej Formuły 3. Stanąwszy raz na podium, zmagania zakończył na 8. pozycji. W kolejnym sezonie (reprezentując francuską stajnię ASM) dziewięciokrotnie mieścił się w pierwszej trójce, z czego dwa razy na najwyższym stopniu. Ostatecznie rywalizację ukończył na 3. lokacie.
Poza tym wystartował również w kilku prestiżowych wyścigach. Najlepiej spisał się w Korea Grand Prix oraz Masters of Formula 3, w których odpowiednio zwyciężył i zajął 2. miejsce. W Pucharze Formuły 3 dojechał na 7. pozycji, natomiast zmagań w Grand Prix Makau nie ukończył.
W sezonie 2003 ponownie współpracował z francuską stajnią, tym razem jednak w Formule 3 Euroseries (zastąpiła ona francuski cykl F3). W ciągu dwudziestu wyścigów, ośmiokrotnie meldował się na podium oraz trzykrotnie startował z pole position. Zyskane punkty sklasyfikowały go na 3. lokacie.

### World Series by Nissan
W 2004 roku przeszedł do serii World Series by Nissan. W pierwszych dwóch rundach startował w barwach ekipy RC Motorsport. W pozostałych wyścigach ścigał się dla Carlina. W ciągu osiemnastu wyścigów, dwukrotnie stanął na podium, z czego raz zwyciężył (w pierwszym wyścigu, w Portugalii). Ostatecznie został sklasyfikowany na 9. miejscu.

### Seria GP2
W roku 2005 Francuz podpisał kontrakt z brytyjską stajnią David Price Racing, na starty w nowo powstałej serii GP2. Biorąc udział w dwudziestu trzech wyścigach, sześciokrotnie znalazł się na punktowanych lokatach. Najlepiej zaprezentował się w eliminacjach, na torze Silverstone i Hockenheimring, w których po zajęciu ósmej lokaty, wykorzystał start z pierwszego miejsca, dwukrotnie odnosząc zwycięstwo w niedzielnym sprincie. Zdobyte punkty pozwoliły Olivierowi na zajęcie 13. pozycji, w końcowej klasyfikacji.
W kolejnym sezonie ponownie reprezentował brytyjski zespół. Wystąpiwszy w pierwszych dziewięciu wyścigach, Olivier nie zdołał jednak sięgnąć po punkty, dojeżdżając tylko w czterech do mety (najlepiej spisał się w pierwszym wyścigu, w San Marino, gdzie zajął dziesiątą lokatę). Podczas rundy rozegranej, na monakijskim torze Monte Carlo, odniósł kontuzję, która wykluczyła go ze startów w Wielkiej Brytanii (zastąpił go wówczas Brytyjczyk Mike Conway). Do rywalizacji powrócił, podczas kolejnej rundy, na obiekcie Magny-Cours. W pierwszym wyścigu zmagania zakończył na szesnastym, natomiast w drugim dojechał na najwyższej w sezonie dziewiątej pozycji. W wyniku problemów z dalszym sponsoringiem przez firmę Direxiv (był to też tytułowy sponsor DPR), Pla stracił posadę na rzecz Rosjanina Witalija Pietrowa.
W 2007 roku po raz ostatni pojawił się w serialu GP2. Wziął wówczas udział w jednej rundzie, na włoskim torze Monza (zastąpił w niej Duńczyka Christiana Bakkeruda). Sobotnich zmagań nie ukończył, natomiast w drugim wyścigu dojechał na trzynastym miejscu.

### Porsche Carrera Cup Germany
W roku 2007 Francuz wziął udział w dziewięciu wyścigach niemieckich mistrzostw Porsche Carrera. Reprezentując zespół MRS-Team, największym sukcesem Oliviera, było sięgnięcie po jedno pole position. Uzyskane punkty pozwoliły Pla zająć w generalnej klasyfikacji 15. miejsce.

### Le Mans
Od sezonu 2008 Olivier rozpoczął starty w wyścigach długodystansowych, z cyklu Le Mans.
Startując w zespole Quifel ASM Team, w pierwszym roku startów w Le Mans Series (w klasie LMP2), zmagania zakończył na 8. miejscu (raz stanął na podium). W drugim podejściu po raz pierwszy w karierze sięgnął po tytuł mistrzowski. W ciągu pięciu wyścigów, trzykrotnie meldował się na podium, z czego dwukrotnie na najwyższym stopniu. W kolejnym sezonie nie zdołał obronić tytułu, zajmując ostatecznie 6. lokatę (zwyciężył w jednym wyścigu).
W roku 2008 Francuz wziął udział również w jednej rundzie amerykańskiego cyklu. Zdobyte punkty sklasyfikowały go na 14. miejscu, w ogólnej punktacji.
Od sezonu 2008 Pla startuje również w 24-godzinnym wyścigu Le Mans (również w klasie LMP2). W pierwszym podejściu rywalizację zakończył na 4. pozycji. W drugim z kolei jego załodze nie udało się dojechać do mety. W 2010 roku po raz drugi ukończył wyścig, kończąc go na 7. lokacie.

## Wyniki w GP2
| Legenda oznaczeń w tabelach wyników Wyświetl szablon na nowej stronie | Legenda oznaczeń w tabelach wyników Wyświetl szablon na nowej stronie                                                                     |
| Oznaczenie                                                            | Wyjaśnienie |
| --------------------------------------------------------------------- | --- |
| Złoty                                                                 | Zwycięzca lub mistrzostwo |
| Srebrny                                                               | 2. miejsce lub wicemistrzostwo |
| Brązowy                                                               | 3. miejsce lub II wicemistrzostwo |
| Zielony                                                               | Ukończył, punktował (w klasyfikacji generalnej, gdy zdobył co najmniej jeden punkt na przestrzeni sezonu, poza trzema powyższymi opcjami) |
| Niebieski                                                             | Ukończył, nie punktował (w klasyfikacji generalnej, gdy nie zdobył co najmniej jednego punktu na przestrzeni sezonu)                      |
| Czerwony                                                              | Nie zakwalifikował się (NZ) |
| Czerwony                                                              | Nie prekwalifikował się (NPK) |
| Różowy                                                                | Nie ukończył (NU) |
| Różowy                                                                | Niesklasyfikowany (NS) (w klasyfikacji generalnej, gdy nie został sklasyfikowany w żadnym wyścigu sezonu)                                 |
| Czarny                                                                | Zdyskwalifikowany (DK) |
| Czarny                                                                | Wykluczony (WYK/EX) |
| Biały                                                                 | Nie wystartował (NW) |
| Biały                                                                 | Kontuzjowany (K/INJ) |
| Biały                                                                 | Wyścig odwołany (OD/C) |
| Bez koloru                                                            | Został wycofany (WYC/WD) |
| Bez koloru                                                            | Nie przybył (NP/DNA) |
| Bez koloru                                                            | Nie brał udziału w treningach (NT/DNP) |
| Bez koloru                                                            | Nie został zgłoszony (–) |
| Pogrubienie                                                           | Start z pole position |
| Kursywa                                                               | Najszybsze okrążenie wyścigu |
| †                                                                     | Nie ukończył, ale jego rezultat został zaliczony ze względu na przejechanie więcej niż 90% dystansu wyścigu.                              |
| *                                                                     | Sezon w trakcie |
| 1/2/3                                                                 | Punktowana pozycja w sprincie kwalifikacyjnym                                                                                             |
| Lista systemów punktacji Formuły 1                                    | |

| Rok  | Zespół             | Wyniki w poszczególnych eliminacjach | Wyniki w poszczególnych eliminacjach | Wyniki w poszczególnych eliminacjach | Wyniki w poszczególnych eliminacjach | Wyniki w poszczególnych eliminacjach | Wyniki w poszczególnych eliminacjach | Wyniki w poszczególnych eliminacjach | Wyniki w poszczególnych eliminacjach | Wyniki w poszczególnych eliminacjach | Wyniki w poszczególnych eliminacjach | Wyniki w poszczególnych eliminacjach | Wyniki w poszczególnych eliminacjach | Wyniki w poszczególnych eliminacjach | Wyniki w poszczególnych eliminacjach | Wyniki w poszczególnych eliminacjach | Wyniki w poszczególnych eliminacjach | Wyniki w poszczególnych eliminacjach | Wyniki w poszczególnych eliminacjach | Wyniki w poszczególnych eliminacjach | Wyniki w poszczególnych eliminacjach | Wyniki w poszczególnych eliminacjach | Wyniki w poszczególnych eliminacjach | Wyniki w poszczególnych eliminacjach | Punkty | Pozycja |
| ---- | ------------------ | ------------------------------------ | ------------------------------------ | ------------------------------------ | ------------------------------------ | ------------------------------------ | ------------------------------------ | ------------------------------------ | ------------------------------------ | ------------------------------------ | ------------------------------------ | ------------------------------------ | ------------------------------------ | ------------------------------------ | ------------------------------------ | ------------------------------------ | ------------------------------------ | ------------------------------------ | ------------------------------------ | ------------------------------------ | ------------------------------------ | ------------------------------------ | ------------------------------------ | ------------------------------------ | ------ | ------- |
| 2005 | David Price Racing | SMR                                  | SMR                                  | ESP                                  | ESP                                  | MON                                  | NÜR                                  | NÜR                                  | FRA                                  | FRA                                  | GBR                                  | GBR                                  | HOC                                  | HOC                                  | HUN                                  | HUN                                  | TUR                                  | TUR                                  | ITA                                  | ITA                                  | BEL                                  | BEL                                  | BHR                                  | BHR                                  | 20     | 13      |
| 2005 | David Price Racing | 9                                    | 5                                    | NU                                   | NU                                   | 9                                    | NU                                   | 8                                    | NU                                   | 9                                    | 8                                    | 1                                    | 8                                    | 1                                    | 7                                    | NU                                   | 9                                    | 17                                   | NU                                   | NU                                   | 11                                   | 10                                   | NU                                   | NW                                   | 20     | 13      |
| 2006 | DPR Direxiv        | VAL                                  | VAL                                  | SMR                                  | SMR                                  | NÜR                                  | NÜR                                  | ESP                                  | ESP                                  | MON                                  | GBR                                  | GBR                                  | FRA                                  | FRA                                  | HOC                                  | HOC                                  | HUN                                  | HUN                                  | TUR                                  | TUR                                  | ITA                                  | ITA                                  |                                      |                                      | 0      | 27      |
| 2006 | DPR Direxiv        | 10                                   | 15                                   | NU                                   | NU                                   | 15                                   | NU                                   | DK                                   | 20                                   | NU                                   | –                                    | –                                    | 16                                   | 9                                    | –                                    | –                                    | –                                    | –                                    | –                                    | –                                    | –                                    | –                                    |                                      |                                      | 0      | 27      |
| 2007 | David Price Racing | BHR                                  | BHR                                  | ESP                                  | ESP                                  | MON                                  | FRA                                  | FRA                                  | GBR                                  | GBR                                  | DEU                                  | DEU                                  | HUN                                  | HUN                                  | TUR                                  | TUR                                  | ITA                                  | ITA                                  | BEL                                  | BEL                                  | VAL                                  | VAL                                  |                                      |                                      | 0      | 35      |
| 2007 | David Price Racing | –                                    | –                                    | –                                    | –                                    | –                                    | –                                    | –                                    | –                                    | –                                    | –                                    | –                                    | –                                    | –                                    | –                                    | –                                    | NU                                   | 13                                   | –                                    | –                                    | –                                    | –                                    |                                      |                                      | 0      | 35      |